# Kanlaya Sysomvang
Kanlaya Sysomvang (* 3. November 1990 in Vientiane) ist ein ehemaliger laotischer Fußballspieler.

## Karriere

### Verein
Kanlaya Sysomvang stand bis Ende 2010 beim Yotha FC in Vientiane unter Vertrag. Der Verein aus Vientiane spielte in der ersten Liga, der Lao Premier League. Wo er vorher gespielt hat, ist unbekannt. 2011 wechselte er nach Thailand. Hier schloss er sich dem Khon Kaen FC an. Der Verein aus Khon Kaen spielte in der ersten Liga, der Thai Premier League. Ende 2012 musste er mit Khon Kaen den Weg in die zweite Liga antreten. Hier spielte er noch eine Saison für Khon Kaen. 2013 kehrte er zu seinem ehemaligen Verein Yotha FC zurück. Wie lang er dort spielte, ist unbekannt.
Mittlerweile hat Sysomyang seine Karriere als Fußballspieler beendet.

### Nationalmannschaft
Kanlaya Sysomvang spielte von 2011 bis 2012 neunmal in der laotischen Nationalmannschaft.